# 史蒂夫·奥韦特
斯蒂芬·迈克尔·詹姆斯·“史蒂夫”·奥韦特 OBE（英語：Stephen Michael James "Steve" Ovett，/oʊˈvɛt/，1955年10月9日—），英国前男子田径运动员，专项为中长跑。他曾在1980年夏季奥运会田径比赛中获得男子800米金牌和1500米铜牌。